# Premios Breakthrough
Los Premios Breakthrough (Breakthrough Prizes) son un conjunto de premios internacionales otorgados en tres categorías por la Breakthrough Prize Board en reconocimiento a los avances científicos. Los premios son parte de varias iniciativas "Breakthrough" fundadas y financiadas por Yuri Milner y su esposa Julia Milner, junto con Breakthrough Initiatives y Breakthrough Junior Challenge.
Los Premios Breakthrough se dividen en tres ramas:
- Premio Breakthrough en Matemáticas
- Premio Breakthrough en Física Fundamental
- Premio Breakthrough en Ciencias de la Vida

Los Premios Breakthrough fueron fundados por Serguéi Brin, Priscilla Chan y Mark Zuckerberg, Yuri y Julia Milner, y Anne Wojcicki. Los Premios han sido patrocinados por las fundaciones personales establecidas por Serguéi Brin, Priscilla Chan y Mark Zuckerberg, Ma Huateng, Jack Ma, Yuri y Julia Milner, y Anne Wojcicki. Los comités de laureados anteriores eligen a los ganadores entre los candidatos nominados en un proceso en línea y abierto al público.
Los laureados reciben 3 millones de dólares estadounidenses cada uno en premios. Asisten a una ceremonia de premios televisada diseñada para celebrar sus logros e inspirar a la próxima generación de científicos. Como parte del programa de la ceremonia, también participan en un programa de conferencias y debates. Aquellos que continúan haciendo nuevos descubrimientos siguen siendo elegibles para futuros Premios Breakthrough.

## Trofeo
El trofeo fue creado por el artista Olafur Eliasson. Como gran parte del trabajo de Eliasson, la escultura explora el terreno común entre el arte y la ciencia. Está moldeado en forma de toroide, recordando formas naturales que se encuentran desde agujeros negros y galaxias hasta conchas marinas y bobinas de ADN.

## Ceremonias
| Ceremonia                                                  | Fecha                   | Año  | Hospedadores)   | Red                                                                             | Sitio                                 |
| ---------------------------------------------------------- | ----------------------- | ---- | --------------- | ------------------------------------------------------------------------------- | ------------------------------------- |
| Ceremonia de entrega del Premio de Física Fundamental 2013 | 20 de marzo de 2013     | 2012 | Morgan Freeman  | Ninguno                                                                         | Ginebra, Suiza                        |
| Ceremonia de entrega de Premios Breakthrough 2014          | 12 de diciembre de 2013 | 2013 | Kevin Spacey    | Discovery Science                                                               | Hangar Uno, Mountain View, California |
| Ceremonia de entrega de Premios Breakthrough 2015          | 9 de noviembre de 2014  | 2014 | Seth MacFarlane | Discovery Channel y Science Channel (EE. UU.) BBC World News (en todo el mundo) | Hangar Uno, Mountain View, California |
| Ceremonia de entrega de Premios Breakthrough 2016          | 8 de noviembre de 2015  | 2015 | Seth MacFarlane | National Geographic FOX                                                         | Hangar Uno, Mountain View, California |
| Ceremonia de entrega de Premios Breakthrough 2017          | 4 de diciembre de 2016  | 2016 | Morgan Freeman  | National Geographic FOX                                                         | Hangar Uno, Mountain View, California |
| Ceremonia de entrega de Premios Breakthrough 2018          | 3 de noviembre de 2017  | 2017 | Morgan Freeman  | National Geographic                                                             | Hangar Uno, Mountain View, California |
| Ceremonia de entrega de Premios Breakthrough 2019          | 4 de noviembre de 2018  | 2018 | Pierce Brosnan  | National Geographic                                                             | Hangar Uno, Mountain View, California |
| Ceremonia de entrega de Premios Breakthrough 2020          | 3 de noviembre de 2019  | 2019 | James Corden    | National Geographic                                                             | Hangar Uno, Mountain View, California |